# Nelson Vails
Nelson Beasley Vails (* 13. Oktober 1960 in New York City) ist ein ehemaliger US-amerikanischer Bahnradsportler.

## Sportliche Laufbahn
Nelson Vails war das jüngste von zehn Kindern einer Familie in Harlem. Mit sechs Jahren bekam er sein erstes Fahrrad und wurde – nach eigener Aussage – „fahrradverrückt“. Später arbeitete er als Fahrradkurier und erwarb dabei den Spitznamen Cheetah, weil er sich geschmeidig wie eine Raubkatze durch den Verkehrsdschungel von New York bewege. Parallel dazu fuhr er Radrennen; sein Training betrieb er im Central Park.
1983 startete Vails bei den Panamerikanischen Spielen in Caracas und errang die Goldmedaille im Sprint. Ebenfalls 1983 wurde er Dritter im Gran Caracol de Pista, dem bedeutendsten internationalen Bahnrennen in Südamerika. Im Jahr darauf wurde er US-amerikanischer Meister im Sprint der Amateure, startete bei den Olympischen Sommerspielen in Los Angeles und gewann die Silbermedaille im Sprint, hinter seinem Landsmann Mark Gorski. Damit war er der erste Afroamerikaner, der im Radsport eine olympische Medaille gewann. Bei den UCI-Bahn-Weltmeisterschaften 1985 in Bassano del Grappa wurde er im Tandemrennen Vizeweltmeister, gemeinsam mit Leslie Barczewski. 1984 und 1985 wurde er mit Barczewski nationaler Meister auf dem Tandem, 1986 mit Scott Berryman.

## Berufliches
Seit seinem Rücktritt vom Radsport im Jahre 1994 ist Vails als Radsportkommentator für das Fernsehen tätig. 1986 stellte er in dem Film Quicksilver mit Kevin Bacon einen Fahrradkurier dar. Zudem ist er in verschiedenen Radsportprojekten aktiv.

## Erfolge
1983
- Panamerikanischer Meister – Sprint

1984
- US-amerikanischer Meister – Sprint,  Tandem mit (Leslie Barczewski)
- Olympische Spiele – Sprint

1985
- Weltmeisterschaft – Tandem (mit Leslie Barczewski)
- US-amerikanischer Meister – Tandem mit (Leslie Barczewski)

1986
- US-amerikanischer Meister – Tandem mit (Scott Berryman)